# Beyond Television Productions
Beyond Television Productions є дочірньою компанією австралійської компанії Beyond International. Компанія бере участь у створенні фільмів та допоміжних продуктів. Компанія має великий каталог телевізійних програм, який налічує більше 5000 годин. Бібліотека охоплює всі жанри, включаючи драми, художні фільми, комедії, дитячі, реаліті-шоу і документальні фільми.
З 1984 року Beyond Productions випустила більше п'яти тисяч годин телевізійних програм. Компанія заснована в Сіднеї, Австралія, і має розробки і виробництва по всьому світу, в тому числі Лос-Анджелесі, Сан-Франциско та Нью-Йорку.